# Wildalmrotkopf
Wildalmrotkopf är ett berg i Österrike.   Det ligger i förbundslandet Salzburg, i den centrala delen av landet, 270 km väster om huvudstaden Wien. Toppen på Wildalmrotkopf är 2 254 meter över havet.
Terrängen runt Wildalmrotkopf är huvudsakligen bergig. Närmaste större samhälle är Saalfelden am Steinernen Meer, 11,9 km sydväst om Wildalmrotkopf. 
Trakten runt Wildalmrotkopf består i huvudsak av gräsmarker. Runt Wildalmrotkopf är det ganska glesbefolkat, med 43 invånare per kvadratkilometer.